# Cieśnina Kerczeńska
Cieśnina Kerczeńska (ros. Керченский пролив, Kierczenskij proliw; ukr. Керченська протока, Kerczenśka protoka) – płytka cieśnina pomiędzy Półwyspem Kerczeńskim i Półwyspem Tamańskim, łączy Morze Azowskie z Morzem Czarnym.
Cieśnina ma długość ok. 41 km, a szerokość od 4 do 15 km. Jej głębokość wynosi 3–13 m. Dno głównie piaszczyste, niekiedy z organicznym osadem lub obecnością traw, takich jak zostera morska (Zostera marina). W cieśninie znajduje się wyspa Tuzła. Cieśnina oddziela Europę od Azji. Oba brzegi łączy Most Krymski.

## Status prawny
Od 1991 roku, pomimo braku delimitacji, w praktyce 2/3 powierzchni Morza Azowskiego przypadało na Ukrainę. W 2014 roku wraz z faktyczną aneksją Krymu przez Rosję proporcje te odwróciły się, tj. 1/3 wód przypada Ukrainie, a 2/3 Federacji Rosyjskiej. Podobna zmiana zaszła również w zakresie żeglugi w Cieśninie Kerczeńskiej. W związku z położeniem na wschód od toru żeglugowego należącej do Ukrainy wyspy Tuzła, kanał Kercz-Jenikale był pod kontrolą Kijowa. Obecnie cała cieśnina jest pod kontrolą Federacji Rosyjskiej.
W zakresie praw żeglugowych obecna konfiguracja na mapie politycznej potwierdza zastosowanie do cieśniny co najmniej niezawieszalnego prawa nieszkodliwego przepływu, jak w cieśninach ślepego zaułka, jeśli przyjąć, że wewnątrz od Cieśniny Kerczeńskiej nie ma wyłącznej strefy ekonomicznej. Jeśli zaś na Morzu Azowskim jest lub powinna być wyłączna strefa ekonomiczna, to należy tu stosować zasady przejścia tranzytowego obowiązującego w cieśninach łączących dwa obszary wyłącznej strefy ekonomicznej lub morza pełnego.